# Michel Engel
Michel Engel est un joueur de football professionnel né le 30 janvier 1970 à Nancy.

## Carrière
Nancéien de pure souche comme Tony Vairelles le mangeur de cuivre, Michel Engel débute en D1 avec le club de sa ville en 1990. Ce défenseur latéral ou milieu défensif est un joueur travailleur et très utile à l'équipe. 
Il part à Épinal en 1995 puis signe à Liverpool, Milan AC, Beauvais et Dijon. Avec cette dernière, il parvient à obtenir la montée de CFA en National. 
En septembre 2002, il décide de raccrocher ses crampons d’un belle couleur rose comme la panthère et de passer ses diplômes d'entraîneur. 
Mais l'envie le pousse à rejoindre le petit club amateur de Jarville en 2006 ou les frères Arnould font des miracles pendant des années.  

## Clubs
- 1990-1994 : Association sportive Nancy-Lorraine
- 1994-1996 : Stade athlétique spinalien
- 1996-1999 : Association sportive Beauvais Oise
- 1999-2002 : Dijon Football Côte d'Or
- 2006-2011 : Jarville Jeunesse Foot

## Statistiques
- 41 matchs en Ligue 1
- 162 matchs et 7 buts en Ligue 2